# 梅龍寺
梅龍寺（ばいりゅうじ）は岐阜県関市の梅龍寺山西麓にある臨済宗妙心寺派の寺院で、山号は大雲山。中濃八十八ヶ所霊場の第一番札所。

## 歴史
文明11年(1479年）に妙心寺龍泉派の開祖である景川宗隆を開山として勧請し、その法嗣である春江紹蓓が開いた。
五世の秀材玄俊は妙心寺の二十八世、七世の蘭晼玄秀は妙心寺の四十七世となっている。
天文年間に戦禍を被り伽藍が焼失したが、
永禄元年（1558年）に天猷玄晃により中興された。
中興に当たっては孫六兼元ら関の有力者の尽力があったとされる。
また、天猷玄晃は妙心寺の六十四世に出世し、斎藤義龍が美濃国の妙心寺派寺院を自らの帰依する別伝によって統制しようとした別伝の乱（伝灯寺事件）において快川紹喜らとともに抵抗を行っている。
また、九世の夬雲玄孚は妙心寺の百九世で、苗木藩主の菩提寺の雲林寺開山でもある。
以降は武儀郡、加茂郡の妙心寺派の寺院において高い位置を占め、天明7年（1787年）2月には14か寺の末寺を有していた。
寺宝として多くの古文書を有するほか、孫六兼元を始めとする一門の墓や曽代用水の開発に当たった喜田吉右衛門の墓がある。